# Fisker Ocean
Fisker Ocean — среднеразмерный электромобиль-кроссовер производства американской компании Fisker.

## Описание
15 октября 2020 года компания Fisker объявила, что передаст производство автомобилей Ocean в Австрию, на завод Magna Steyr. Целью было снижение затрат, связанных со строительством собственного завода.
В июне 2021 года производственная сделка была завершена. Производство автомобилей Fisker Ocean началось в ноябре 2022 года.
В феврале 2023 года Fisker Ocean дебютировал на выставке Mobile World Congress в Барселоне. Продажи начались 23 июня 2023 года.

## Технические характеристики
| Уровень комплектации           | One                                                | Extreme                                            | Ultra                                              | Sport                                         |
| ------------------------------ | -------------------------------------------------- | -------------------------------------------------- | -------------------------------------------------- | --------------------------------------------- |
| Компоновка                     | AWD                                                | AWD                                                | AWD                                                | FWD                                           |
| Запас хода (EPA)               |                                                    |                                                    |                                                    |                                               |
| Запас хода (WLTP)              |                                                    |                                                    |                                                    |                                               |
| Разгон до 62 миль/ч (100 км/ч) | 4.0 сек.                                           | 4.0 сек.                                           | 4.2 сек.                                           |                                               |
| Максимальная скорость          | 205 км/ч                                           | 205 км/ч                                           | 205 км/ч                                           | 205 км/ч                                      |
| Мощность                       | 468 л. с.                                          | 468 л. с.                                          | 468 л. с.                                          | 275 л. с.                                     |
| Крутящий момент                | 696 Н⋅м                                            | 696 Н⋅м                                            | 696 Н⋅м                                            |                                               |
| Аккумулятор                    | Литий-никель-марганец-кобальт-оксидный аккумулятор | Литий-никель-марганец-кобальт-оксидный аккумулятор | Литий-никель-марганец-кобальт-оксидный аккумулятор | Литий-железо-фосфатный аккумулятор            |
| Первые поставки                | Май 2023 (Европа) Июнь 2023 (США)                  | Четвёртый квартал 2023                             | 1—2 квартал 2024                                   | 4 квартал 2024                                |
| Объём багажника                | 476 л 918 л                                        | 476 л 918 л                                        | 476 л 918 л                                        | 476 л 918 л                                   |
| USB-порт                       | J1772/CCS1 (Северная Америка) 2/CCS2 (Европа)      | J1772/CCS1 (Северная Америка) 2/CCS2 (Европа)      | J1772/CCS1 (Северная Америка) 2/CCS2 (Европа)      | J1772/CCS1 (Северная Америка) 2/CCS2 (Европа) |

## Галерея

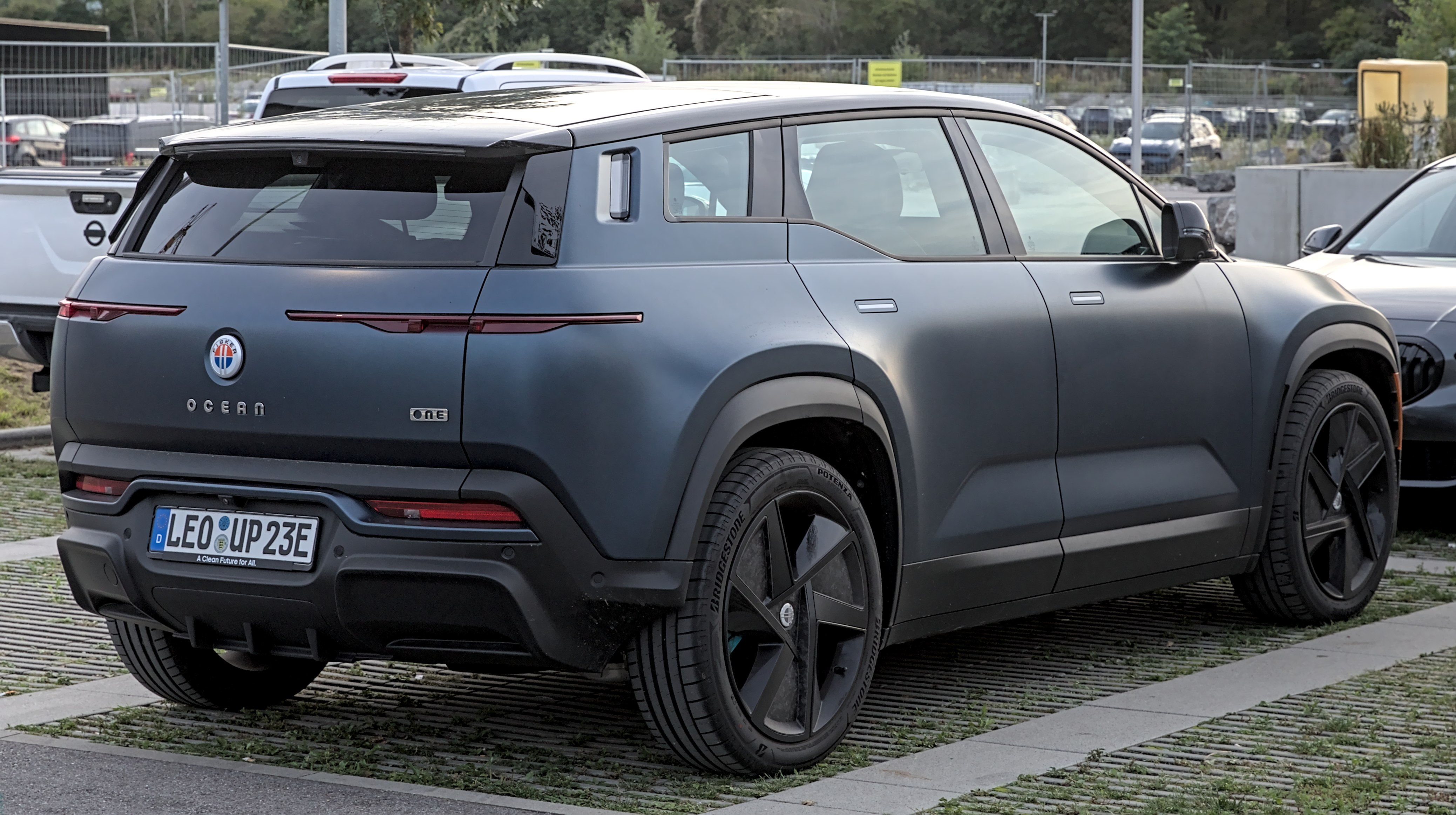
Вид сзади
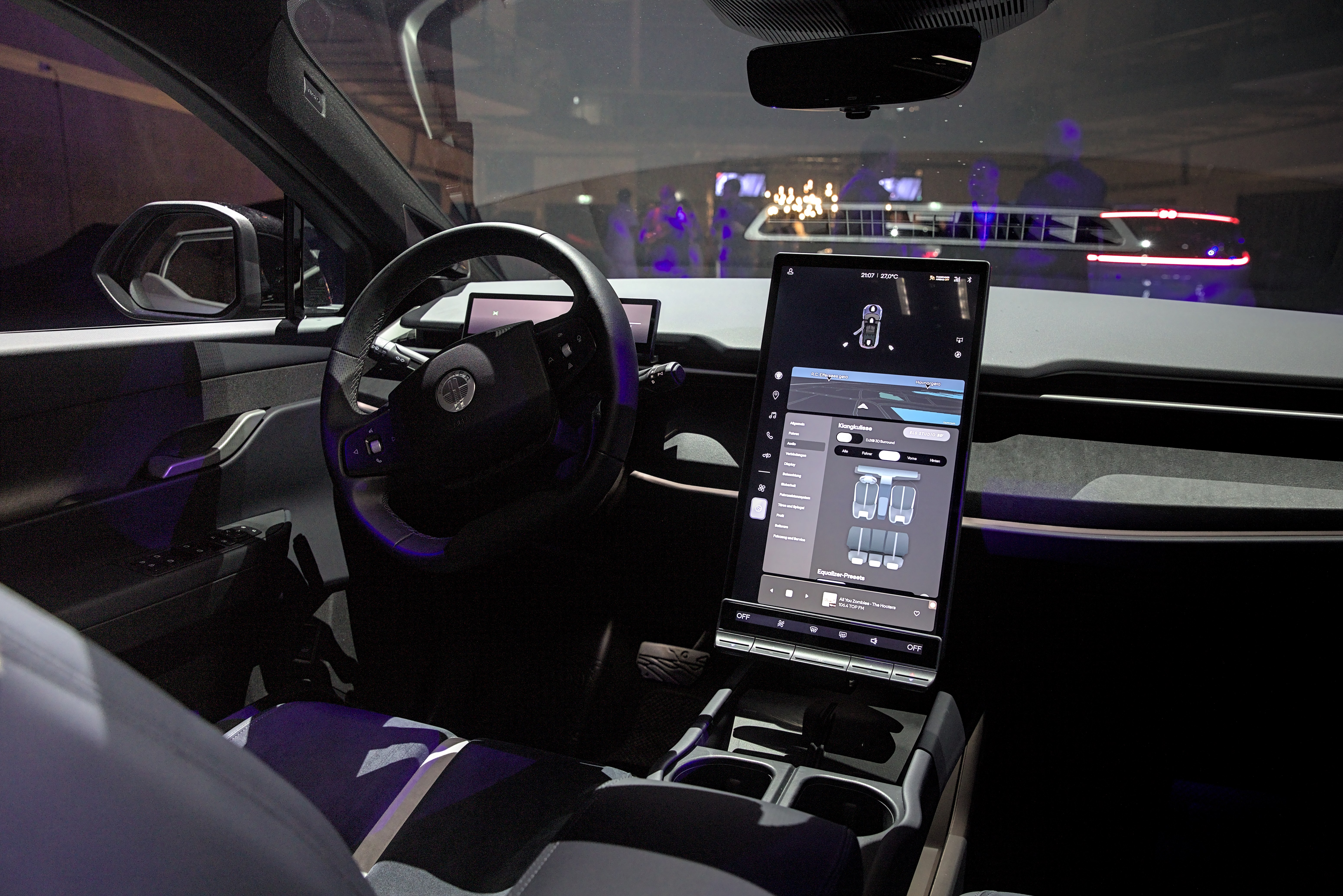
Интерьер